# 泛马来亚宗教最高理事会
泛马來亞宗教最高理事会（abbrev. MATA ）是1957年独立前马来亚的一个组织。它是在印度尼西亚回教联合会的启发下，经过马来亚宗教学者讨论和会议而成立的。

## 背景
第二次世界大战后的政治变化也对马来亚的伊斯兰政治运动产生了影响。自1924年奥斯曼帝国哈里发制被废除以来，世界各地都有伊斯兰运动为重建伊斯兰国家而战，包括在马来世界。1905年10月16日成立的伊斯兰联盟，在1945年11月7日印度尼西亚回教联合会出现之前，已经成为东南亚一个重要的伊斯兰政治运动。
自1931年新加坡大穆夫提谢赫阿巴斯塔哈提议成立马来亚乌里玛协会以来，统一马来亚穆斯林运动的努力就开始了。但这一进程只有在马来亚日占时期才能感受到，两次乌里玛会议分别于1943年4月5日至6日在新加坡举行和于1944年12月12日至15日在霹雳州江沙举行。第二次世界大战后，受印尼伊斯兰教协商会议成功组建回教联合会的启发，马来亚宗教学者在布哈努丁和毛拉纳·阿都拉·诺的号召下于1947年3月23日至34日在霹雳州芒魏组织了一次经济宗教会议。在1947年3月24日的宗教会议上，泛马来亚宗教最高理事会宣告成立，由谢赫阿布·峇卡·巴吉尔领导。

## 成立
这次宗教会议有41名代表和500名观察员参加，为建立泛马来亚宗教最高理事会设定了目标。成立泛马来亚宗教最高理事会的主要目的是通过一个具有宗教权威的机构来统一马来亚的宗教行政。该机构的成员由选举产生，并要求在州议会中拥有一名代表。理事会向所有穆斯林开放，其顾问委员会由以下人员组成：谢赫阿都拉·法希姆（威省）、谢赫法德鲁拉·苏海米（新加坡）、谢赫哈吉·阿都·加利勒·哈桑（柔佛）和谢赫阿布·峇卡·巴吉尔（霹雳）。

## 活动
泛马来亚宗教最高理事会的最初运动始于1947年2月22日参与组建人民力量中心。随后，理事会于5月组建吉兰丹和槟城分部，7月组建柔佛、吉打和玻璃市分部。理事会还于1947年5月29日至30日在甲抛峇底和7月12日至13日在莪占必叻举行了两次会议，讨论工作安排和通过14个辅助组织组建理事会。除了处理本地和国际穆斯林问题外，理事会还关注教育问题。1947年9月1日至2日，在亚罗士打宗教学校举行了泛马来亚宗教最高理事会福利和教育机构大会,成功建立了人民教育委员会（LEPIR），该委员会非常积极地致力于解决穆斯林教育问题，包括组织建立由布哈努丁领导的汉都亚大学。
泛马来亚宗教最高理事会在这一年内的活跃已经对巫统构成了威胁。除了声称理事会是在社会主义领袖杰拉德·德·克鲁兹的启发下成立外，巫统主席拿督翁惹化还发出了“来自山上的危险”的警告，并声称如果理事会控制了宗教管理机构，马来亚伊斯兰教的未来将被摧毁。尽管巫统宗教部门未能发挥作用，但泛马来亚宗教最高理事会的成立也促使英国成立一个由赛义德·依布拉欣领导的伊斯兰咨询委员会。尽管如此，随着谢赫祖比尔·阿末和阿都·拉布·领导的马来亚人民学校行政中心的成立，泛马来亚宗教最高理事会继续发展。
1948年初，泛马来亚宗教最高理事会开始专注于创建伊斯兰政治运动，就像马斯友美党一样。在1948年3月14日举行的泛马来亚宗教最高理事会会议上，他们成功建立了马来亚第一个伊斯兰政党——由阿布·峇卡·巴吉尔领导的马来亚穆斯林人民党。正是通过穆斯林人民党，马来亚穆斯林的政治运动才开始组织起来，直到英国人通过1948年的紧急状态法令使他们陷入瘫痪。1951年8月23日，活跃在巫统宗教部门的穆斯林人民党学者成立泛马来亚回教党。